# Новые Сычики
Новые Сычики — деревня в Можайском районе Московской области в составе сельского поселения Дровнинское. Численность постоянного населения по Всероссийской переписи 2010 года — 45 человек, в деревне числится 1 садовое товарищество. До 2006 года Новые Сычики входили в состав Дровнинского сельского округа.
Деревня расположена на западе района, примерно в 11 км к западу от Уваровки, на безымянном левом притоке Москва-реки, высота центра над уровнем моря 255 м. Ближайшие населённые пункты — Дьяково на востоке и поселок карьероуправления на северо-западе.
В деревне расположено озеро, бывший песчаный карьер. Из-за этого имеет хорошую прозрачность, до 7 метров, глубина - до 20. На берегу расположен дайвинг-центр "Сычики".